# Leo Butnaru

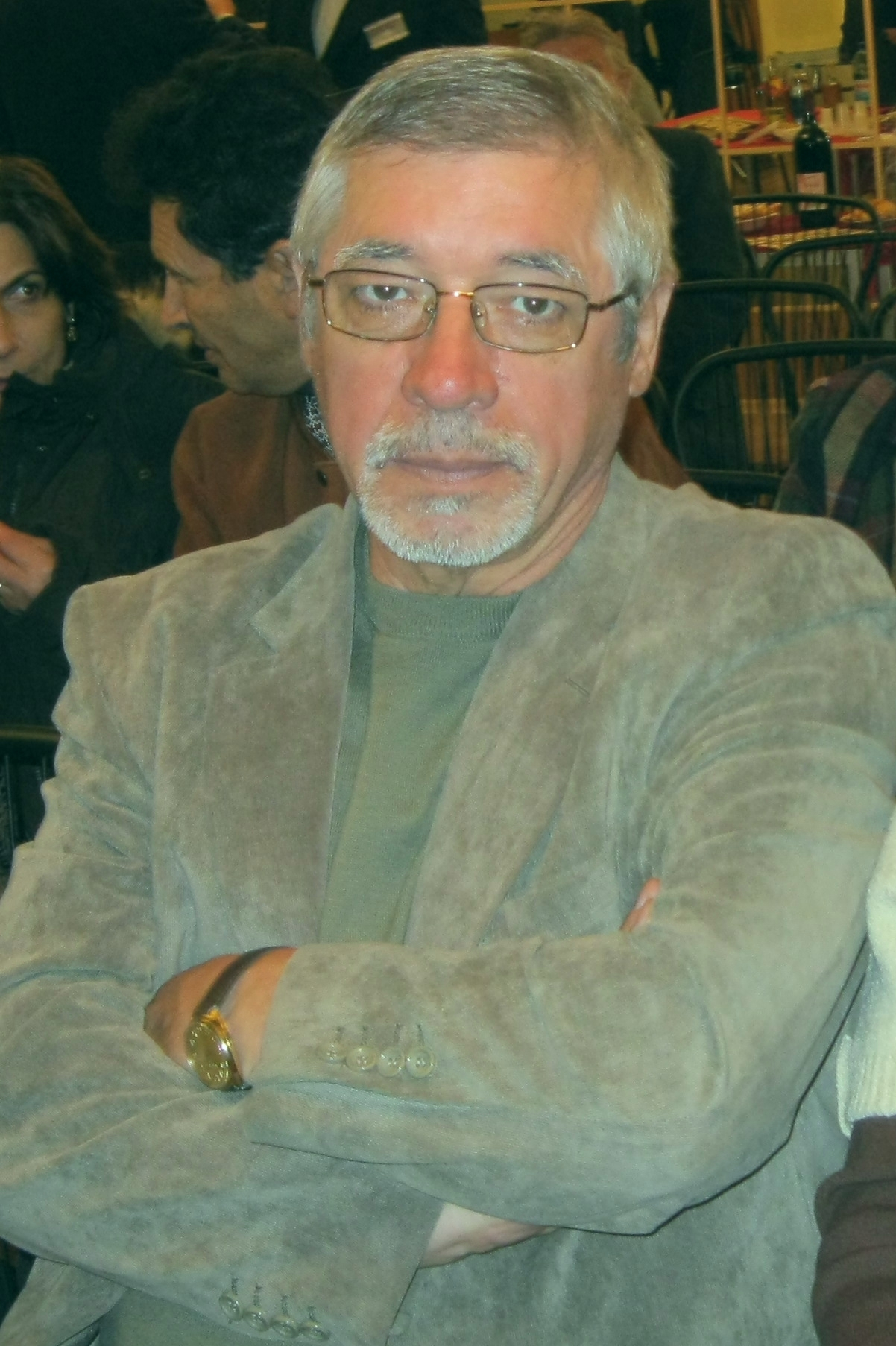
Leo Butnaru

Leo Butnaru (* 5. Januar 1949 in Negureni, Moldauische SSR, Sowjetunion) ist ein moldauischer Dichter, Übersetzer und Essayist.

## Leben
Butnaru studierte Journalismus und Philologie an der Universität Moldau in der Hauptstadt Chișinău (1972) und arbeitete beruflich als Redakteur der Zeitschriften Tinerimea Moldovei (Die Moldauische Jugend), Literatura şi arta (Literatur und Kunst) und Moldova (Die Moldau).
Er debütierte im Jahre 1976 mit dem Gedichtband Aripă de lumină (Lichtflügel). Im Januar 1977 wurde er als Vollmitglied in den Schriftstellerverband aufgenommen; im selben Jahr entließ man ihn als Chefredakteur der Zeitschrift Aripă de lumină aus seinen „Pflichten“, da er einen Essay gegen die damals geltende kommunistische Ideologie verfasst hatte. Er war Vizepräsident des moldauischen Schriftstellerverbandes. Zurzeit ist er freischaffender Schriftsteller.
Bücher von Butnaru erschienen in Frankreich, Russland, Deutschland, Bulgarien, Serbien und in Tatarstan. Er beherrscht Rumänisch, Russisch und Französisch.
Zu Beginn des Jahres 2019 haben ausländische Massenmedien berichtet, dass Leo Butnaru für den Literaturnobelpreis vorgeschlagen worden sei.

## Veröffentlichungen
Butnaru veröffentlichte Gedichte, Prosa, Essays, Interviews und Übersetzungen, die hauptsächlich in Chișinău, Bukarest, Madrid und Moskau erschienen sind. Sein Schwerpunkt liegt im Studium der europäischen, insbesondere den russischen und ukrainischen Avantgarde.

### Gedichtbände
- Sâmbătă spre duminică 1983 (Samstag auf Sonntag);
- Formula de politețe 1985 (Höflichkeitsformel);
- Duminici lucrătoare 1988 (Arbeitssonntag);
- Șoimul de aur 1991 (Der goldene Falke);
- Puntea de acces 1993 (Zugangsbrücke);
- Vieți neparalele 1997 (Nicht parallele Leben);
- Gladiatorul de destine 1998 (Der Schicksalsgladiator);
- Identificare de adresă 1999 (Identifizierung von Adressen);
- Lamentația Semiramidei 2000 (Semiramis Klage 2000);
- Strictul necesar 2002 (Das notwendige Übel);
- Cetatea nu e gata de război 2003 (Die Burg ist nicht kriegsbereit);
- Sfinxul itinerant 2004 (Der umherwandernde Sphinx);
- Din sens opus, 2008 (Von der Gegenseite);
- Ordine de zi, ordine de noapte 2009 (Tagordnung, Nachtordnung);
- Picasso rauben (Vinea Verlag, 2011);
- In Nabokov Nebel & Partitionen (Chișinău 2012);
- Mit den Knien auf den Würfeln (Tracus Art Edition, 2014);
- Training des Wächters (Junimea Verlag, 2015);
- Der Protestant und die Orgel (Iaşi, „Ed. 24: Stunden“, 2016);
- Surfen in Galiläa (Iași, Alpha, 2017).
- Philosophie und Flachsblumen, Dionysos Boppard, 2020, ISBN 979-8-6187-9655-2 ins Deutsche: Christian W. Schenk.

### Prosa
- De ce tocmai mâine-poimâine? 1990 (Wieso gerade morgen-übermorgen?);
- Îngerul și croitoreasa 1998 (Der Engel und die Schneiderin);
- Ultima călătorie a lui Ulysses 2006 (Die letzte Reise des Odysseus);
- Copil la ruși 2008 (Kind bei den Russen);
- Ruleta românească 2010 (Rumänisches Roulette);
- Îngerul și râsu-plânsu 2011 (Der Engel und das Lachen-Weinen);
- Prosa des XX-XXI. Jahrhunderts (Iași, 2013).

### Anthologien
- Iluzia necesară 1998 (Die notwendige Illusion);
- Altul, acelaşi 2003 (Ein anderer, derselbe);
- În caz de pericol 2004 (Im Notfall);
- Песчинка – Жемчужина – Пустыня // Fir de nisip – Perlă – Pustiu (în l. rusă; Moskau, 2010);
- (Sandkorn – Perle – Wüste. In russischer Sprache, Moskau, 2010);
- 101 poeme (101 Gedichte, 2010);
- Poeme din secolele XX-XXI 2011 (Gedichte aus dem 20.–21. Jahrhundert).
- ROSARIEN: Rumänische Gegenwartslyrik 2020, 444 Seiten, Dionysos Boppard 2020, trad. Christian W. Schenk, ISBN 979-8-6492-8702-9

### Essays
Umbra ca martor 1991 (Der Schatten als Zeuge); Lampa şi oglinda 2001 (Lampe und Spiegel); Şlefuitorul de lentile 2005 (Der Linsenschleifer); A opta zi 2008 (Der achte Tag); Românii, Enciclopedia sufletului rus & Gombrowicz 2008 (die Rumänen Enzyklopädie der russischen Seele & Gombrowicz).

### Aufzeichnungen
Student pe timpul rinocerilor 2000 (Student in Rhinozeroszeiten); Perimetrul cuştii 2005 (Des Käfigs Perimeter); Liberi în orașul interzis / Drumul cu hieroglife – jurnal chinez, 2007 (Frei in der verbotenen Stadt / der Hieroglyphenweg – chinesische Aufzeichnung);

### Eigene Übersetzungen
Avangarda rusă (2006; I – poezie, II – proză, teatru), – Die russische Avantgarde I – Lyrik, II – Prosa und Theater); Miniatura poetică rusă 2006 (Russische lyrische Miniatur); 100 de poeţi ai avangardei ruse 2008, (100 Dichter der russischen Avantgarde – Anthologie); antologia Avangarda rusă. Dramaturgie 2011 (Die russische Avantgarde. Dramaturgie – Anthologie); Avangarda – jertfa Gulagului 2011 (Avantgarde – das Gulagopfer; Anthologie; Antologia poeziei avangardei ucrainene 2009 (Anthologie der ukrainischer Avantgarde), so wie Bücher von: Welimir Chlebnikow, Alexei Krutschonych, Wladimir Majakowskij, Leonid Dobychin, Marina Zwetajewa, Anna Achmatowa, Igor Bachterev, Jan Satunovsky, Ghennadi Aigi, Leons Briedis (Litauen).

## Preise und Auszeichnungen
- Mehrere Auszeichnungen des Schriftstellerverbandes Moldawiens.
- Preis des Rumänischen Schriftstellerverbandes (1998; 2015);[4]
- Nationalpreis der Republik Moldau (2002);
- Preis des Ausschusses des Rumänischen Schriftstellerverbandes (2008);
- Preis der Vereinigung für Literatur und Verlagswesen in Rumänien „Der Schriftsteller des Jahres 2009“;
- Preis des Kulturministeriums der Republik Moldau „Constantin Stere“, (2013);
- Großer Preis und Lorbeerkranz des Poesie-Turniers von Neptun und Mangalia (an der Schwarzmeerküste), organisiert vom Schriftstellerverband Rumäniens (2016).
- Staatliche Auszeichnungen der Republik Moldau und von Rumänien;